# Briluil
De briluil (Pulsatrix perspicillata) is ook wel bekend als maskeruil.

## Kenmerken
Het is een vooral bruine vogel met kenmerkende witte randen rond zijn ogen (de bril) en zonder zichtbare oren. Het jong is vooral wit met grote klauwen. Het verenkleed is bij beide geslachten gelijk. De lichaamslengte bedraagt 43 tot 52 cm en het gewicht 600 tot 1000 gram.

## Leefwijze
Overdag blijft deze uil verborgen in het bladerdak en gaat wanneer schemering valt op zoek naar voedsel. Op bewolkte of mistige dagen komt ook weleens voor dat de briluil overdag jaagt. Op het menu van de briluil staan vogels, knaagdieren, vleermuizen, landkrabben, kleine leguanen en ook grote insecten.

## Verspreiding en leefgebied
Het is een standvogel uit Latijns-Amerika die vooral voorkomt in moeras- en laaglandbossen, plantages en savannes. Deze vogel komt voor van zuidelijke Mexico tot noordelijk Argentinië en telt zes ondersoorten:
- P. p. saturata: van zuidelijk Mexico tot westelijk Panama.
- P. p. chapmani: van oostelijk Costa Rica tot noordwestelijk Peru.
- P. p. perspicillata: oostelijk Colombia via de Guyana's en het Amazonegebied.
- P. p. trinitatis: Trinidad.
- P. p. boliviana: zuidelijk Bolivia en noordelijk Argentinië.
- P. p. pulsatrix: Paraguay, oostelijk Brazilië en noordoostelijk Argentinië.

## Status
De grootte van de populatie is in 2008 geschat tussen de 0,5 en 5 miljoen volwassen vogels. Op de Rode lijst van de IUCN heeft deze soort de status niet bedreigd.